# 신국 (배우)
신국(申國，1947년 12월 14일~2020년 8월 29일)은 대한민국의 배우이다.
이름이 선배 배우 신구와 발음이 비슷해서 한때 신수담(申守譚)으로 이름을 바꾼 적이 있었다.

## 생애
1947년 충청남도 천안에서 태어났고, 1968년 연극배우로 데뷔했으며 1969년 CBS 공채 제9기 성우 데뷔와 1970년 MBC 공채 제4기 성우로 입사한 것을 거쳐 1971년 MBC 공채 제4기 탤런트로 재입사한 후, 인기리에 방영됐던 《공화국 시리즈》 《허준》, 《대장금》, 《이산》, 《동이》, 《마의》, 《옥중화》 등 다수의 사극 작품에 출연하였다. 2017년 이후 건강이 나빠져서 작품 활동을 중단했으며, 오랜 투병 끝에 2020년 8월 29일 지병으로 사망하였다.

## 출연 작품

### 방송
- 《안국동 아씨》(1979년, MBC)
- 《전원일기》(1980년, MBC) - 각종 단역
- 《제1공화국》(1981년, MBC) - 안두희
- 《3840 유격대》(1983년, MBC)
- 《임진왜란》(1985년, MBC) - 이여송 역
- 《원미동 사람들》(1988년, MBC)
- 《스타 탄생》(1989년, MBC)
- 《내 친구 천사》(1990년, MBC)
- 《서울의 달》(1994년, MBC)
- 《제4공화국》(1995년, MBC) - 김치열
- 《파랑새는 있다》(1997년, KBS2)
- 《열애》(1997년, KBS2)
- 《삼김시대》(1998년, SBS) - 장면
- 《흐르는 것이 세월뿐이랴》(1998년, MBC)
- 《마음이 고와야지》(1998년, MBC)
- 《허준》(1999년, MBC)
- 《상도》(2001년, MBC) - 홍태주
- 《야인시대》(2002년, SBS) - 장면
- 《대장금》(2003년, MBC) - 상선내시
- 《해신》(2004년, KBS) - 민애왕의 측근 신라 병부령
- 《제5공화국》(2005년, MBC) - 노재현
- 《서동요》(2005년, SBS)
- 《이산》(2007년, MBC) - 박영문
- 《동이》(2010년, MBC) - 도승지
- 《마의》(2012년, MBC) - 신병하
- 《구암 허준》(2013년, MBC) - 영의정 역
- 《옥중화》(2016년, MBC) - 이영신

### 영화
- 《달빛타기》 (1986년)
- 《반쪽아이들》 (1990년)
- 《HAAN 한길수》 (2005년)
- 《창공으로》 (2006년)

## 수상 경력
- 신인예술제 신인연기상
- 전북예술신학교 교수
- 명지대학교 강사

## 광고
- 롯데칠성음료 캡틴큐
- 롯데칠성음료 백화수복

## 가족 관계
- 배우자 : 이지현
  - 장남 : 신종현
    - 첫째 며느리 : 현도영

  - 차남 : 신성훈
    - 둘째 며느리 : 임유진

  - 딸 : 신소연
    - 사위 : 이경록